# Miss Drag Queen Italia
Miss Drag Queen Italia è un concorso dedicato alle drag queen italiane che ogni anno, a partire dal 2003, si svolge a Torre del Lago Puccini nella seconda parte di luglio, all'interno delle manifestazioni del consorzio Friendly Versilia e dell'evento Torre del Lago Pride Village.
Nelle prime edizioni, varie drag da tutta Italia si ritrovavano durante il mese di luglio al Mamamia dando vita a una serie di "eliminatorie"  le cui vincitrici si sfidavano in una finale. Dal 2006 vengono invece organizzate selezioni regionali mirate a individuare le candidate che si scontreranno nella finale nazionale. A queste, a seconda delle edizioni, si sono aggiunte vincitrici di altri concorsi (Drag Factor, Regina d'Inverno), la "migliore tra le seconde classificate" (che si sfidavano la sera prima della finale per decretare quale tra le seconde sarebbe rientrata in gioco) e la vincitrice della fascia "Miss Drag Queen Emotion".

## Edizioni

### Edizione del 2003 - Il Mare
La prima edizione del 2003 non prevedeva il regolamento attuale: le finaliste non provenivano da selezioni regionali ma dalle selezioni fatte durante tutto il mese di luglio nelle serate al Mamamia, e ognuna di loro doveva scegliere l'esibizione basandosi su un tema comune, ovvero "Il Mare". Conduttrici della serata, Regina Miami e Markesa, (non dimentichiamo la drag queen La Zia, personaggio noto della movida notturna gay era in giuria) mentre la presidente di giuria era La Karl du Pigné.
Ultima curiosità: questa edizione è stata ripresa in un documentario che è rintracciabile in DVD.
Partecipanti:
- Barbie Bubu (Torino);
- Cocò LaBelle (Follonica);
- Lady Raissa (Pisa);
- MissTake Drag (Padova) - VINCITRICE;
- Natalia Pestrada (Torino);
- Regina Phoenix (Pescara).

### Edizione del 2004 - La Natura
L'edizione del 2004 continuava col vecchio regolamento, per cui non vi erano ancora selezioni regionali e il tema dell'anno era "La Natura". Conduttrici della serata, Regina Miami e Markesa, la giuria era composta dalla vincitrice uscente MissTake Drag, dal fotografo pisano Carlo Baldacci e dalle altre drag Natalia Pestrada, La Beverly, Luca Magli, Drastik Queen e Lookcrezia, mentre madrina della serata, nonché rappresentante del Toscana Pride, era Kamilla Molinari.
Partecipanti:
- Donassia (Udine);
- Helena (Parma);
- Darma Drag (Torino);
- Vanessa Incontrata (Torino);
- Kryptalia (Cagliari);
- Velena (Cagliari) -  VINCITRICE.

### Edizione del 2005 - L'Opera Pucciniana
L'edizione del 2005 del concorso fu condotta da Regina Miami e da Fabio Canino, direttore artistico di quella edizione che venne inserita all'interno della settima stagione del Friendly Versilia sul lungomare di Torre del Lago Puccini.
Per questa edizione, oltre al voto della giuria di qualità presente sul palco, venne richiesto al pubblico di votare attraverso sms che venivano raccolti in tempo reale da Markesa per l'occasione in veste di "valletta".
Il tema di questa edizione è stato "L'Opera Pucciniana".
Partecipanti:
1. Berta Bertè  - VINCITRICE;
2. Miss Venusia;
3. Medusa;
4. Kamilla Molinari;
5. Mercedes;
6. Miss Lolita.

### Edizione del 2006 - Pelle & Piume
L'edizione del 2006 è stata condotta da Regina Miami e da Markesa.
Il tema della serata è stato "Pelle & Piume".
Partecipanti:
1. Magdalene Strass (Miss Drag Queen Toscana);
2. Sonya Mujer (Miss Drag Queen Lazio);
3. Marchesa Pomponia (Miss Drag Queen Puglia) - VINCITRICE (in seguito si è ritirata, perdendo il titolo);
4. MissLolita (Miss Drag Queen Sicilia).

### Edizione del 2007
L'edizione del 2007 si è tenuta il 2 agosto ed è stata condotta, oltre che da Regina Miami, anche da Markesa. A partire da quest'anno, non esiste più la tradizione del tema da seguire: da quest'anno dominano la fantasia e una maggiore possibilità di inventiva.
Partecipanti:
1. Nanà Saturno (Miss Drag Queen Veneto);
2. Simona Sventura (Miss Drag Queen Emilia);
3. Kamilla Molinari (Miss Drag Queen Toscana);
4. Priscilla (Miss Drag Queen Campania) - VINCITRICE;
5. Nikita Magno (Miss Drag Queen Puglia);
6. Stik Lady (Miss Drag Queen Sicilia);
7. Tina Pika (Miss Drag Queen Sardegna);
8. Cinzia Boccolotti (Migliore tra le seconde - Lazio).

### Edizione del 2008
L'edizione del 2008 si è tenuta il 31 luglio ed è stata condotta da Regina Miami e da Berta Bertè.
Partecipanti:
1. Queen B Drag (Miss Drag Queen Lombardia);
2. Tina Sputnik (Miss Drag Queen Veneto);
3. Asia Drag Queen (Miss Drag Queen Emilia);
4. Mercedes Drag (Miss Drag Queen Toscana);
5. TekeMaya (Miss Drag Queen Lazio);
6. Tiffany Drag (Miss Drag Queen Campania) - VINCITRICE;
7. Miss Felisia (Miss Drag Queen Puglia);
8. Madama Katrine (Miss Drag Queen Sicilia);
9. Madame Coconcita Vasseur (Miss Drag Queen Sardegna);
10. Eroika (Miss Drag Queen Regina d'Inverno);
11. Marlene (Migliore tra le seconde - Lazio).

### Edizione del 2009
L'edizione del 2009 è stata condotta, oltre che da Regina Miami, anche da TekeMaya, arrivata seconda l'anno precedente cantando dal vivo. Le selezioni regionali toscane sono passate da un concorso stile talent show chiamato Drag Factor, poi rifatto anche in altre regioni. La vittoria di Drag Rovina è stata assegnata da Ape Regina, presidente di giuria, dopo che le votazioni erano finite in parità tra lei e Senorita Peperita.
Partecipanti:
1. Maya Luna (Miss Drag Queen Lombardia);
2. La Ciana (Miss Drag Queen Veneto);
3. Alexia Drag (Miss Drag Queen Liguria);
4. Drag Rovina (Miss Drag Queen Emilia-Romagna) - VINCITRICE;
5. Kimiusa (Miss Drag Queen Toscana);
6. Giangiolina (Miss Drag Queen Umbria);
7. Gloria Burning (Miss Drag Queen Lazio);
8. Miss Baby Jane (Miss Drag Queen Campania);
9. Bryghitte Cecchi Gori (Miss Drag Queen Sardegna);
10. Eva Nelsen (Miss Drag Queen Puglia);
11. Femme Fatal (Miss Drag Queen Sicilia);
12. Senorita Peperita (Miss Drag Queen Regina d'Inverno);
13. Diva Divina (Migliore tra le seconde - Toscana).

### Edizione del 2010
L'edizione del 2010 si è tenuta il 29 luglio ed è stata condotta da Regina Miami presso il vicino locale Frau a causa del violento temporale che ha costretto l'organizzazione a smontare il palco gigante creato per l'occasione. Presidente di giuria era la siciliana MissLolita, apparsa nella prima edizione del talent show Italia's Got Talent. Per la prima volta partecipa anche un gruppo che, a sorpresa, vince.
Partecipanti:
1. Emma Dalla Via (Miss Drag Queen Piemonte);
2. Cotton Fiok (Miss Drag Queen Lombardia) - VINCITRICE;
3. Dolores Van Cartier (Miss Drag Queen Veneto);
4. Naomi Gambebelle (Miss Drag Queen Emilia);
5. Victoria Del Rio (Miss Drag Queen Liguria);
6. Dayana Original Doll (Miss Drag Queen Toscana);
7. Silvana della Magliana (Miss Drag Queen Lazio);
8. Miss Saetta (Miss Drag Queen Umbria);
9. Lazia Tiffany (Miss Drag Queen Campania);
10. Syntetika (Miss Drag Queen Puglia);
11. Diana Da Dieci (Miss Drag Queen Calabria);
12. Marsela Lover (Miss Drag Queen Sicilia);
13. Dayana DragQueen (Miss Drag Queen Sardegna);
14. La Kristal (Miss Drag Queen Regina d'Inverno);
15. Casta Diva (Migliore tra le seconde - Lazio).

### Edizione del 2011
L'edizione del 2011 si è tenuta per la prima volta di domenica, più precisamente il 31 luglio, ed è stata condotta da Regina Miami con Magdalene Strass e Tommy Di. Per la prima volta partecipano Trentino e Friuli, dalla semifinale arrivano due ulteriori partecipanti e non c'è la Miss Drag Queen Regina d'Inverno. La Sicilia, ormai arrivata alla sesta edizione vinta da Hologram, per motivi privati non partecipa alla finale nazionale.
Partecipanti:
1. Katerina Al Casello (Miss Drag Queen Piemonte);
2. Miss Kerry (Miss Drag Queen Lombardia);
3. Miss Windy (Miss Drag Queen Veneto);
4. Priscilla Splendor (Miss Drag Queen Trentino);
5. Deliria (Miss Drag Queen Friuli) - VINCITRICE;
6. Calypso (Miss Drag Queen Emilia);
7. Penelope Please (Miss Drag Queen Liguria);
8. Christine La Croix (Miss Drag Queen Toscana);
9. Fiorella Della Garbatella (Miss Drag Queen Lazio);
10. She Wulva (Miss Drag Queen Umbria);
11. Miss Jasmine (Miss Drag Queen Campania);
12. Raven Voice (Miss Drag Queen Puglia);
13. Elektra Drag (Miss Drag Queen Sardegna);
14. Marisa Toletta (Migliore tra le seconde - Friuli);
15. Infida Pupattola Boccolosa (Migliore tra le seconde - Veneto).

### Edizione del 2012
La decima edizione del concorso si è svolta domenica 5 agosto 2012, culmine di una settimana che ha visto anche l'elezione della candidata toscana e della migliore tra le seconde. A condurre la finale sono nuovamente Regina Miami e Magdalene Strass. La Miss Drag Queen Regina d'Inverno, Miss Saetta, è stata squalificata perché in ritardo, mentre Morgana Beckham, poiché unica partecipante del Lazio, è arrivata in finale passando dalla semifinale. Due nuove regioni vengono ammesse alla gara: Marche e Abruzzo. La serata è stata piena di inconvenienti, non solo tecnici: dopo aver saputo di non essere in giuria (dato che molte partecipanti avevano suoi gioielli), la madrina nonché incoronatrice Jorge d'Glamour abbandona polemicamente la manifestazione, mentre altre madrine si alleano contro l'organizzazione, rea di non averle considerate per i posti a sedere. Da questo momento in poi la vena polemica è scoppiata in ogni presentazione, con madrine da una parte a difendere la bellezza sopra ogni cosa e altre che invece puntavano sulla bravura delle partecipanti. La manifestazione si è chiusa con una vittoria ex aequo tra le drag umbra e emiliana ma, dato che una delle due madrine si è rifiutata di assegnare la parità, la votazione di cinque dei dieci giudici ha premiato Valkiria theQueen: anche in questo caso il criterio di votazione finale (secondo alcuni, differente da quanto previsto nel regolamento pubblicato) è stato aspramente criticato.
Partecipanti:
1. Kelly Clakson (Miss Drag Queen Piemonte);
2. Fellatia Addams (Miss Drag Queen Lombardia);
3. Pink Logan (Miss Drag Queen Trentino);
4. Lady Diamond (Miss Drag Queen Veneto);
5. Desdemona (Miss Drag Queen Friuli);
6. Lady Tolemaide (Miss Drag Queen Liguria);
7. Gemma Jones (Miss Drag Queen Emilia);
8. Mirage Lavinia Summer (Miss Drag Queen Toscana);
9. Morgana Beckham Fraggi (Miss Drag Queen Lazio);
10. Sexy Rose (Miss Drag Queen Marche);
11. Valkyria theQueen (Miss Drag Queen Umbria) - VINCITRICE;
12. Naila Drag (Miss Drag Queen Abruzzo);
13. Madama La Marquise (Miss Drag Queen Campania);
14. Skanda Love (Miss Drag Queen Puglia);
15. Neptunia Drag (Miss Drag Queen Calabria);
16. Delya Incrue (Miss Drag Queen Sardegna);
17. Virgynia Wolf (Migliore tra le seconde - Trentino).

### Edizione del 2013
L'undicesima edizione di Miss Drag Queen Italia 2013, organizzata per la prima volta da La Wanda Gastrica, si è conclusa con la vittoria di SheWulva, segnando così la prima volta in cui a trionfare è la migliore tra le seconde. Tanti intoppi invece per l'ottava edizione di Miss Drag Queen Sicilia, concorso organizzato da Miss Lolita presso Pegaso's club: la miss della Sicilia, Crysta Drake, viene squalificata sulla base del nuovo regolamento, in quanto non siciliana ma calabrese, così come la terza classificata, La Bijoux. L'organizzazione, dopo un consulto con le altre madrine, richiede all'organizzatrice siciliana di organizzare una nuova gara per eleggere una miss da inviare alla finale nazionale, ma la decisione definitiva è stata quella di presentare per la Sicilia la seconda classificata, La Fata Queen, e per la semifinale la giovanissima Miranda Stick che, coi suoi 18 anni, è la drag queen più giovane dell'edizione. 
Da questo anno poi, nasce anche Miss Drag Queen Facebook 2013, concorso online che porta direttamente alla semifinale di Miss Drag Queen Italia: vince Skanda Love. Inoltre, da quest'anno, la Regina D'inverno Italia in carica non partecipa più come gli altri anni alla competizione, ma sarà in giuria ad eleggere la nuova Miss Drag Queen Italia.
Partecipanti:
1. Abruzzo e Marche: Camilla Prince;
2. Sardegna: Lil' Brit Von Teese;
3. Campania: LaBrax;
4. Triveneto: Maga Iris;
5. Sicilia: La Fata Queen;
6. Liguria: Berta Rò;
7. Piemonte e Val D'Aosta: Antonella Credici;
8. Umbria: Artemisia Dark Queen;
9. Toscana: Pavona Mugler;
10. Puglia, Basilicata e Molise: Chiquita Boom Boom;
11. Emilia-Romagna: Kimberly Logan;
12. Lombardia: Sexolina;
13. Calabria: La Bijoux;
14. Lazio: Farida Kant;
15. Migliore tra le seconde: SheWulva - VINCITRICE.

### Edizione del 2014
La dodicesima edizione, condotta sempre da La Wanda Gastrica, vede l'introduzione di una novità: non più due concorrenti per ogni regione, ma solo la prima classificata accederà al palcoscenico di Torre del Lago Puccini. La finale sarà articolata su due serate, la prima di Gala, la seconda di gara vera e propria.
Partecipanti:
1. Abruzzo e Marche: Kenya Banks;
2. Sardegna: Andrew Jefree;
3. Campania: Lady LeChic;
4. Triveneto: La Cry;
5. Sicilia:  La Petite Noire;
6. Liguria: Emily Drag Queen;
7. Piemonte e Val D'Aosta: Shayna Town;
8. Umbria: Lilly Boat  - VINCITRICE;
9. Toscana: Ivana Tram;
10. Puglia, Basilicata e Molise: Moét Sharon;
11. Emilia-Romagna: Luciana ColPizzetto;
12. Lombardia: Carla Stracci;
13. Calabria: Lady Godiva;
14. Lazio: Nehellenia Doppelganger.

### Edizione del 2015
Nella tredicesima edizione, svoltasi il 7 agosto, le prime classificate di ogni regione sono state ammesse alla finale di Torre del Lago Puccini. La finale era articolata su due serate, la prima di Gala, dedicata esclusivamente alle Madrine, mentre nella seconda serata si è svolta la gara vera e propria delle concorrenti.
Partecipanti:
1. Abruzzo e Marche: Chantal Chery;
2. Sardegna: Sequence Knowles;
3. Campania: Discordia;
4. Triveneto: Baba Yagá - VINCITRICE;
5. Liguria: Godiva;
6. Piemonte e Val D'Aosta: Cèline Din Don (Matteo Chirico);
7. Umbria: Miranda;
8. Toscana: Milonga;
9. Puglia, Basilicata e Molise: Vyrgin Temptations;
10. Emilia-Romagna: Panda Osiris;
11. Lombardia: La Milly;
12. Calabria: Lady Aisy;
13. Lazio: Hèstramin;
14. Sicilia: non rappresentata.

### Edizione del 2016
La quattordicesima edizione si è svolta il 7 agosto a Torre del Lago Puccini. Alla finale sono ammesse le prime classificate di ogni regione. La finale era articolata su due serate, la prima di Gala, dedicata esclusivamente alle Madrine, nella seconda serata si è svolta la gara vera e propria delle concorrenti.
Partecipanti:
1. Abruzzo e Marche: Nausicaa Vamp;
2. Sardegna: Sindaca Maddalena Sottocroce;
3. Campania: Lady Sasha;
4. Triveneto: Soy Devero;
5. Sicilia: Mistica;
6. Liguria: Ladi Tolemaide;
7. Piemonte e Val D'Aosta: Lola Gogò;
8. Umbria: Elektra;
9. Toscana: Ivana Tram;
10. Puglia, Basilicata e Molise: Chiquita Boom Boom;
11. Emilia-Romagna: Miss Pingy - VINCITRICE;
12. Lombardia: Maraya Queen;
13. Calabria: Nerisha;
14. Lazio: non rappresentata (?).

### Edizione del 2017
La finale della quindicesima edizione è stata il 4 agosto al palcoscenico di Torre del Lago Puccini, e vi hanno preso parte le prime classificate di ogni regione a cui si aggiunge la vincitrice della decima edizione di Regina d'Inverno. La finale sarà articolata su due serate, la prima di Gala, dedicata esclusivamente alle Madrine, e in cui viene assegnata la fascia MISS DRAG EMOTION (aggiudicata da La Petite Noir per il Lazio), e la seconda serata invece prevede la gara vera e propria delle concorrenti.
Partecipanti:
1. Abruzzo e Marche: Lady Cicì;
2. Sardegna: Coconchita;
3. Campania: Sara After Six;
4. Triveneto: Callisto Suarez;
5. Calabria e Sicilia: Miranda Stick;
6. Liguria: Lucrezia Borkia;
7. Piemonte e Val D'Aosta: Lady Plastik;
8. Umbria: Saetta Baldrakqueen;
9. Toscana: Lalique Chouette - VINCITRICE;
10. Puglia, Basilicata e Molise: Brenda Marshall;
11. Emilia-Romagna: Kelly Rocha;
12. Lombardia: Peperita;
13. Lazio: Kasta Diva;
14. Miss Regina d'Inverno: Lola Von Den.

### Edizione del 2018
La finale della sedicesima edizione, ancora una volta condotta e organizzata da La Wanda Gastrica, è stata il 2 e il 3 agosto. A sfidarsi sono state tutte le vincitrici delle selezioni locali più la vincitrice del Drag Factor The Italian Race All Star 2018 e la Regina d’inverno 2018. La finale è, ancora una volta, articolata su due serate, la prima di Gala, in cui sarà assegnata la fascia Miss Drag Queen Emotion (vinta da Gina Lellafrigida per la Liguria), e la seconda serata che, invece, prevede la gara vera e propria delle concorrenti. Novità nel regolamento del 2018 è la possibilità di partecipazione per coppie di drag queen.
Partecipanti:
1. MISS DRAG QUEEN Lazio: La Diamond;
2. MISS DRAG QUEEN Abruzzo e Marche: Eris Spectra;
3. MISS DRAG QUEEN Piemonte e Val D'Aosta: La Mila;
4. MISS DRAG QUEEN Liguria: Chanel Monyque - VINCITRICE;
5. MISS DRAG QUEEN Lombardia: Madelaine Rubia (a seguito del ritiro dalle scene di Jwela Jean);
6. MISS DRAG QUEEN Campania: Amanda L'Ira;
7. MISS DRAG QUEEN Sardegna: Dolomia Chanel;
8. MISS DRAG QUEEN Umbria: Elenoire Le Bon (a seguito del ritiro di Yannis Rosline);
9. MISS DRAG QUEEN Emilia-Romagna: Kaya Mignonne;
10. MISS DRAG QUEEN Triveneto: Satine Saty;
11. MISS DRAG QUEEN Toscana: Rubizio Liberato;
12. MISS DRAG QUEEN Puglia, Basilicata e Molise: Prickly Doll;
13. MISS DRAG QUEEN Calabria: Femme De Vie;
14. MISS DRAG QUEEN Sicilia: Drag Felicia;
15. Regina d'Inverno 2018: Dharla Away;
16. Vincitrice Drag Factor: Syntetika Kartell.

### Edizione del 2019
La finale della diciassettesima edizione, ancora una volta condotta e organizzata da La Wanda Gastrica, si è svolta il 1 e 2 agosto. Si sono sfidate tutte le vincitrici delle selezioni locali più le vincitrici del titolo Miss Drag Queen Emotion (intitolato da quest'anno a La Karl du Pignè). La finale si è articolata su due serate, la prima di Gala, in cui è stata assegnata la fascia Miss Drag Queen Emotion a Mercedes Noir e, per scelta delle madrine, a La Trave nell'Okkio, e la seconda serata dove si è svolta la gara vera e propria delle concorrenti, che ha visto trionfare Ava Hangar.
Partecipanti:
1. Calabria: La Gina;
2. Sicilia: Kimera;
3. Abruzzo: MisStress;
4. Puglia: Leona Vegas;
5. Liguria: Ladi Tolemaide;
6. Piemonte e Valle d'Aosta: Ava Hangar- VINCITRICE;
7. Toscana: Darking;
8. Umbria: Inferius;
9. Lombardia: Tachi Pierina;
10. Campania: Divinity;
11. Sardegna: Sequencè Knowles;
12. Lazio: Law Light;
13. Triveneto: Nanà Saturno;
14. Emilia-Romagna: Kelly Rocha;
15. FASCIA EMOTION: Mercedes Noir;
16. FASCIA EMOTION: La Trave Nell'Okkio (ripescata tra le Miss Emotion per scelta delle madrine).

### Edizione del 2020 - Special Edition
La finale della diciottesima edizione sarebbe stata ancora una volta condotta e organizzata da La Wanda Gastrica, e si sarebbe dovuta svolgere a Torre del Lago a inizio Agosto come ormai da diversi anni, ospitando tutte le vincitrici delle selezioni regionali. L'emergenza COVID-19 non ha reso possibile l'organizzazione di eventi, pertanto è stato ufficializzato a inizio luglio che il 7 agosto si sarebbe tenuta una "Special Edition" del concorso, a cui sono state invitate a partecipare diverse drag finaliste nelle precedenti edizioni, indipendentemente dalla regione di appartenenza, ed alcune madrine. Giuria d'eccezione formata per l'occasione dalle ultime cinque Miss Drag Queen Italia elette: Ava Hangar, Chanel Monyque, Lalique Chouette, Miss Pingy e Baba Yaga, coordinate da Bambola Star. Vince la serata Penelope Please. Il titolo di Miss Drag Queen Emotion viene assegnato alla seconda classificata, Kelly Rocha.
Partecipanti (in ordine di classifica):
1. Penelope Please (Miss Drag Queen Liguria 2011) - VINCITRICE;
2. Kelly Rocha (Miss Drag Queen Emilia Romagna 2017; Miss Drag Queen Emilia Romagna 2019) - vincitrice fascia Miss Drag Queen Emotion;
3. Barbie Bubu (madrina di Piemonte e Valle d'Aosta, concorrente nel 2003);
4. Peperita (madrina della Lombardia: Regina d'Inverno 2009; Miss Drag Queen Lombardia 2017);
5. Lucrezia Borkia (Miss Drag Queen Liguria 2017);
6. Safira (madrina della Lombardia per diverse edizioni);
7. Silvana della Magliana (Miss Drag Queen Lazio 2010);
8. Nikita Magno (madrina dell'Umbria; Miss Drag Queen Puglia 2007);
9. Antonella Credici (madrina di Piemonte e Valle d'Aosta; Miss Drag Queen Piemonte e Valle d'Aosta 2013);
10. 1Maraya Queen (Miss Drag Queen Lombardia 2016);
11. Ladi Tolemaide (Miss Drag Queen Liguria 2012; Miss Drag Queen Liguria 2016; Miss Drag Queen Liguria 2019);
12. Ivana Tram (madrina della Toscana; Miss Drag Queen Toscana 2014; Miss Drag Queen Toscana 2016);
13. Dharla Away (Regina d'Inverno 2018; Miss Drag Emotion Lombardia 2019) - vincitrice premio Mamamia;
14. Nausica Vamp (madrina di Abruzzo e Marche; Miss Drag Queen Abruzzo e Marche 2016);
15. Sheila de Rose (madrina della Toscana);
16. DarKing (Miss Drag Queen Toscana 2019).

### Edizione del 2021  - Miss Drag Queen Italia + - An Inclusive Idea
La diciannovesima edizione segue nuovamente le regole standard, con selezioni regionali e una finale nazionale fissata per il 6 agosto al MamaMia. Il titolo ufficiale resta fino a tale data ad Ava Hangar, che risulta di conseguenza Miss DragQueen Italia 2019/2020. Nel mese di maggio, all'annuncio delle selezioni, grazie a una mozione portata avanti tra le altre proprio dalla Miss in carica e da alcune madrine, l'Organizzazione Nazionale decide di aprire il concorso anche a Drag King, BioQueen, Trans Queen e Performer non necessariamente cisgender, adottando il nuovo titolo "Miss Drag Queen Italia + - An Inclusive Idea".
A precedere l'incoronazione della nuova reginetta, il 5 agosto si svolgerà il "madrina race" con sfida tra le madrine regionali (non essendo state assegnate le fasce Emotion regionali in questa edizione).
Dopo una comunicazione nel pomeriggio del 4 agosto che annullava l'evento per insormontabili problematiche tecniche, grazie all'intervento di varie madrine il giorno 5 agosto viene comunicato un cambio di location: la finale si svolgerà per la prima volta a partire dalle ore 19.00 presso il Crystal Fortunato Beach di Torre del Lago (ex FRAU))
Il premio La Karl du Pignè (assegnato dalle madrine) va ad Amanda L'Ira dalla Campania.
Partecipanti (in ordine di classifica):
1. Lombardia: Stella P Rogers VINCITRICE ;
2. Campania: Amanda L'Ira - vincitrice fascia Miss Drag Queen Emotion Italia;
3. Lazio: Katy Perra;
4. Piemonte e Valle d'Aosta: Milonga;
5. Liguria: Naomi Angel;
6. Puglia, Basilicata e Molise: Nicole Victoria;
7. Sardegna: Tina Pika;
8. Emilia-Romagna: Kannibal;
9. Umbria: Lady Matthew;
10. Triveneto: Alexandra McQueen;
11. Abruzzo e Marche: Alexis Vanguard;
12. NC Calabria: Cherilyn (non presente alla finale nazionale, perde il titolo e non lo può accostare al suo nome d'arte);
13. NC Toscana: Non eletta (causa annullamento della selezione regionale del 16 Luglio 2021);
14. NC SICILIA: Non eletta.

### Edizione del 2022 - Miss Drag Queen Italia +
La ventesima edizione è stata pianificata a Torre del Lago nelle date del 4 e 5 Agosto. Eccezionalmente anziché nell'area tra il Baddy e il Mamamia, il concorso quest'anno si svolge sulla terrazza del Baddy- 
Torna una vecchia regola: a Torre del Lago avranno accesso le prime due classificate di ogni selezione. Le "seconde classificate" si sfideranno giovedì 4 Agosto, e la vincitrice sarà ammessa alla Finale come "Migliore delle Seconde". La fascia per le seconde classificate regionali viene dedicata quest'anno alla memoria di Madama Twirly, scomparsa poco prima dell'inizio delle selezioni. Non viene assegnata la fascia Miss Emotion Nazionale dedicata a La Karl du Pignè. A spiccare tra tutte le seconde è Mila Morphosis, che accede alla finale e vince anche il titolo Nazionale.
Partecipanti (in ordine di elezione):
Le Finaliste
1. Lombardia: Madame Lancaster - 2ª classificata;
2. Piemonte e Valle d'Aosta: Viktoria Organika;
3. Umbria e Toscana: Eccola Queen;
4. Liguria: Paola Hoffman;
5. Emilia-Romagna e Marche: Ludymilla Stryker;
6. Puglia, Basilicata e Molise: Syntetika Kartell - vincitrice della fascia "Madama Twirly" assegnata da Peperita;
7. Triveneto: Lady Diamond;
8. Calabria e Sicilia: Eva Kernel;
9. Campania: Toxic BellaTrix;
10. Sardegna: Aurora Lightning;
11. Lazio e Abruzzo: Nikiya Art;
12. Migliore delle Seconde: Mila Morphosis - VINCITRICE.

Le Seconde Classificate - Miss Emotion Madame Twirly
- Lombardia: LadyAnet Windsor;
- Piemonte e Valle d'Aosta: Mila Morphosis - accede alla Finale Nazionale;
- Umbria e Toscana: non rappresentata (a causa del forfait di Lalà Marie);
- Liguria: Miss Panik;
- Emilia-Romagna e Marche: Stefany Lamonaca;
- Triveneto: Tessy Phora;
- Puglia, Basilicata e Molise: Kadisha Allure (dopo la rinuncia di Lady Phoenix);
- Campania: Mark Dier;
- Sardegna: Velvet Vermònt;
- Lazio e Abruzzo: Skandalorsa Von Thor - 2ª classificata.

### Edizione del 2023 - Miss Drag Queen Italia +
La finale nazionale si è svolta il 4 agosto. Il 3 agosto nel galà è stata eletta la "migliore delle seconde" El Kim che accederà alla finale nazionale. Sulla fascia per volere di LaWanda Gastrica, per la prima volta viene utilizzata la dicitura Miss Drag Queer Italia
Le Finaliste - in ordine di graduatoria
- Puglia, Basilicata e Molise:  Smiley Pairass - vincitrice
- Triveneto: Dharla Away - vincitrice Miss Emotion
- Sardegna: Arakne
- Lombardia: Klyzia Style
- Liguria: Miss Panik - vincitrice del premio "Miss Twirly"
- Piemonte e Valle d'Aosta: Utopika
- Campania: Raven Idoll
- Lazio: Miss Mina Loboutin
- Migliore delle Seconde: El Kim
- Marche, Abruzzo: Mister Androcur
- Calabria: Felicia Rococo
- Sicilia: Cristina la montero (a seguito del ritiro de LaVamp)
- Emilia Romagna: Ego Lilith
- Umbria e Toscana: Ice Queen

Le seconde classificate
- Sicilia: Da terza passa a seconda Daphne Bon Bon
- Triveneto: La Charlotte
- Lombardia: Bianca Oliveira
- Umbria e Toscana: Melody A. (seconda classificata)
- Puglia, Basilicata e Molise:Billie Kill
- Lazio: Hela Stick (per rinuncia di Mala Riveros)
- Sardegna: Inkognita
- Liguria: Finora
- Campania: El Kim (vincitrice accede alla finale nazionale)
- Piemonte e Valle d'Aosta: Carla Balducci (per rinuncia della Zia Patty)

### Edizione del 2024 - Miss Drag Queen Italia +
Per la prima volta, la finale Nazionale viene anticipata al 19 Luglio anziché svolgersi nella prima settimana di Agosto. Di conseguenza tutte le selezioni regionali vengono anticipate.
Dopo diversi anni, la Regina d'Inverno ha un accesso diretto alla Finale Nazionale, risultando a tutti gli effetti la prima finalista eletta.
La fascia "emotion" per le seconde classificate regionali in molte selezioni viene dedicata a Madame Sisi, drag imprenditrice fondatrice dell'ArtClub di Desenzano prematuramente scomparsa nel 2024.
Da questa edizione lo sponsor Rainbowellness (network di professionisti nel settore wellness) istituisce la fascia "MissBenessere", che prevede l'accesso a una serie di trattamenti e coaching di mindfulness per la concorrente scelta dal fondatore del network stesso (sia in fase regionale sia in fase nazionale)
Considerato l'alto numero di partecipanti alla semifinale, si decide di ammettere alla finale del 19 Luglio le prime due classificate tra le seconde.
Per la prima volta nella storia vince una BioQueen, Finora, rappresentante della Liguria, che viene anche scelta come partecipante per "Regina dei Mari 2024".
Le fasce Emotion e Miss Benessere, come anche il premio Madama Twirly, vengono assegnate a Christine Lacroix, seconda classificata, mentre il premio La Stagione dell'Arte è assegnato a Bianca Munera Wutang.
Le Finaliste - in ordine di classifica
1. Liguria: Finora - Vincitrice
2. Toscana: Christine Lacroix - Miss Emotion, Premio Madama Twirly, fascia Miss Benessere
3. Migliore delle Seconde: Gigliola Sfrantelli (Lombardia)
4. Puglia, Basilicata e Molise: Idra Poison
5. Regina d'Inverno: Amex
6. Seconda Classificata Migliore delle Seconde: Bianca Munera Wutang (Toscana) -  Fascia La Stagione dell'Arte
7. Emilia Romagna: Mina Forte
8. Campania: El Kim
9. Lombardia: Roxy Pigalle
10. Sicilia: Lady Gogo
11. Umbria: Lalà Marie
12. Triveneto: Sharon Jolie
13. Piemonte e Valle d'Aosta: Daniela Tellmewhy
14. Lazio: La Santa Rosalia
15. Marche e Abruzzo: Ariel DeVil
16. Sardegna: Estia DeLumbre
17. Calabria: Rateds

Le seconde classificate
- Sicilia la Bijoux (non si è presentata)
- Sardegna: M1lyna
- Emilia Romagna: Nanà Saturno
- Lombardia: Gigliola Sfrantelli (vincitrice accede alla finale nazionale)
- Marche e Abruzzo: Mimì Narcisse
- Campania: Angeli Que
- Lazio: Krystal Heaven
- Liguria: Máskara
- Toscana: Bianca Munera Wutang (seconda classificata, accede alla finale nazionale)
- Puglia, Basilicata e Molise: Diecotomy
- Piemonte e Valle d'Aosta: Victoria Organika
- Triveneto: Tessy Phora
- Umbria: Priscilla Favolosa (in seguito alla rinuncia di King Nova)
- Calabria:

### Edizione del 2025 - Miss Drag Queen Italia +
La semifinale si terrà Giovedì 17 Luglio 2025 presso il Mamamia di Torre del Lago mentre la FINALE si terrà Venerdì 18 Luglio 2025 presso la terrazza del Buddy. 
Per la prima volta queste regioni :        Abruzzo, Marche , Calabria , Sicilia e Sardegna per mancanza di concorrenti e varie difficoltà locali non organizzano la selezione e di conseguenza non avranno Miss in gara.
Selezioni Regionali:
Miss Drag Queen Lombardia  Lola Von Den (vincitrice)
Miss Drag Queen Lazio Leonya
Miss Drag Queen Liguria Robyn Goode
Miss Drag Queen Emilia Romagna Mimì Narcisse
Miss Drag Queen Campania Raven Idoll
Miss Drag Queen Piemonte e Val d'Aosta Felicia Nillao
Miss Drag Queen Toscana Monella Rai
Miss Drag Queen Puglia, Basilicata e Molise La Paillettes
Miss Drag Queen Triveneto Heavy Passion
Miss Drag Queen Umbria Oniro (in seguito alla rinuncia di Erysiphe)
LE SECONDE CLASSIFICATE :
Lombardia : Ander killer
Lazio : La Steffy
Liguria : Lorissa beat
Emilia Romagna : Candy Dash
Campania: Selenis Scorpio
Piemonte e Valle d'Aosta Glorya All
Toscana The Rusty Bat
Puglia Basilicata Molise Sorelle Pompadur
Triveneto: Shiny Light

## Madrine e Padrini
Le madrine e i izzatori di eventi che si occupano di gestire le selezioni regionali. Non sono state sempre le stesse per ogni regione, come può succedere che alcune di queste organizzino i concorsi in più regioni o con altre drag queen. [elenco aggiornato al 2025]
- Calabria: Doretta
- Campania: Amanda L'Ira , Lazia Tiffany , Sara After Six
- Emilia-Romagna: Simona Sventura
- Lazio: Morgana e Marylin Bordeaux
- Liguria: Ladi Tolemaide, Alessio Corbelli e Finora;
- Lombardia: La Calogera e La Wanda Gastrica;
- Marche e Abruzzo:  Club Teekanne
- Piemonte e Valle d'Aosta: Barbie Bubu e Antonella Credici;
- Puglia, Basilicata e Molise: Nikita Magno & Raven Voice
- Sardegna: Coconchita Vasseur
- Sicilia: Sovranity
- Toscana: Lalique Chouette
- Umbria: She Wulva & Saetta Baldraqueen
- Veneto, Trentino-Alto Adige e Friuli Venezia Giulia: La Ciana e Roberto Zanusso;

## Albo d'oro
| Anno                   | Vincitrice                                                       |
| ---------------------- | ---------------------------------------------------------------- |
| 2025                   | Lola Vonden (Lombardia)                                          |
| 2024                   | Finora (Liguria)                                                 |
| 2023                   | Smiley Pairass (Puglia)                                          |
| 2022                   | Mila Morphosis (Piemonte e Valle d'Aosta/Migliore delle Seconde) |
| 2021                   | Stella P Rogers (Lombardia)                                      |
| 2020 - Special Edition | Penelope Please (Liguria)                                        |
| 2019                   | Ava Hangar (Piemonte e Valle d'Aosta)                            |
| 2018                   | Chanel Monyque (Liguria)                                         |
| 2017                   | Lalique Chouette (Toscana)                                       |
| 2016                   | Miss Pingy (Emilia-Romagna)                                      |
| 2015                   | Baba Yagá (Triveneto)                                            |
| 2014                   | Lilly Boat (Umbria)                                              |
| 2013                   | SheWulva (Umbria/Migliore tra le seconde)                        |
| 2012                   | Valkyria TheQueen (Umbria)                                       |
| 2011                   | Deliria (Friuli Venezia Giulia)                                  |
| 2010                   | Cotton Fiok (Lombardia)                                          |
| 2009                   | Drag Rovina (Emilia-Romagna)                                     |
| 2008                   | Tiffany Romano (Campania)                                        |
| 2007                   | Priscilla Drag (Campania)                                        |
| 2006                   | Berta Bertè (Campania)                                           |
| 2005                   | Berta Bertè (Campania)                                           |
| 2004                   | Velena (Sardegna)                                                |
| 2003                   | MissTake Drag (Veneto)                                           |

### Vincitrici per regione
| Vittorie | Regione                  |
| -------- | ------------------------ |
| 4        | Campania                 |
| 3        | Umbria                   |
| 3        | Liguria Lombardia        |
| 2        | Emilia-Romagna           |
| 2        |                          |
| 2        | Piemonte e Valle d'Aosta |
| 1        | Friuli-Venezia Giulia    |
| 1        | Sardegna                 |
| 1        | Toscana                  |
| 1        | Triveneto                |
| 1        | Veneto                   |
| 1        | Puglia                   |

### Miss Drag Queen Emotion Italia (dal 2019 detto "premio La Karl du Pignè")
Il titolo di Miss Emotion viene istituito nel 2017 da La Wanda Gastrica per dare una occasione a tutte quelle concorrenti che a suo giudizio avrebbero meritato nelle selezioni regionali un posizionamento più alto. Queste si sfidano durante il galà di apertura del weekend di Miss Drag Queen Italia per il titolo di Miss Emotion Italia.
Durante la selezione del 2018, viene annunciato che dall'anno successivo la vincitrice accederà di diritto alla finale Nazionale di Miss Drag Queen Italia. Viene poi rivelato che a seguito della scomparsa della storica drag La Karl du Pignè, il titolo di Miss Emotion sarà dedicato proprio a lei.
Dal 2023, la fascia viene assegnata alla seconda classificata
| Anno                   | Vincitrice                   |
| ---------------------- | ---------------------------- |
| 2025                   | Raven Idoll (Campania)       |
| 2024                   | Christine Lacroix (Toscana)  |
| 2023                   | Dharla Away (Triveneto)      |
| 2022                   | Amanda L'Ira (Campania)      |
| 2021                   | Amanda L'Ira (Campania)      |
| 2020 - Special Edition | Kelly Rocha (Emilia Romagna) |
| 2019                   | Mercedes Noir (Triveneto)    |
| 2018                   | Gina Lellafrigida (Liguria)  |
| 2017                   | La Petite Noire (Lazio)      |

### Regina d'Inverno
Il concorso Regina d'Inverno nasce nel 2008 da un'idea di La Wanda Gastrica come parallelo invernale di Miss Drag Queen. Inizialmente prevedeva 3 selezioni (Nord, Centro, Sud) dalle quali venivano selezionate sei concorrenti (Regina e Principessa d'Inverno Nord, Centro, Sud) che si sfidavano durante il Carnevale di Viareggio.
Dal 2018 assume una forma differente come Galà di beneficenza con raccolta fondi destinata a diversi enti e realtà. Nel 2020, l'edizione viene rimandata causa Covid. Dopo un ennesimo rimando al 2022 per un nuovo lockdown, il Galà 2020-2023 si svolge a Gennaio 2023 ad Abano Terme. Durante la serata La Wanda Gastrica annuncia la chiusura del concorso. Successivamente, grazie alla creazione di una task force con lo staff di Teatrò di Abano Terme e Roberto Zanusso, si decide di continuare con l'iniziativa. Dopo aver sostenuto economicamente l'operato di LILT , LILA, I BAMBINI DELLE FATE, nel 2024 il ricavato dell'evento sarà devoluto all'Enpa (ente nazionale per la protezione degli animali).
Le selezioni tornano ad essere tre (nord, centro e sud), con finalissima nazionale ad Abano Terme. 
Madrine Barbie Bubu, Antonella Credici, Nausicaa e Nikita Magno. Organizzatrice nazionale La Wanda Gastrica. In occasione della finale, viene ufficializzata Milonga come co-madrina Nazionale.
Negli anni, la vincitrice di Regina d'Inverno ha avuto occasione di partecipare come finalista a Miss Drag Queen Italia o, occasionalmente, di fare parte della giuria del concorso.
Dopo l'annuncio della chiusura nel 2023, viene organizzata una nuova edizione che riprende la suddivisione in tre MacroAree (dopo che la precedente edizione aveva visto concorrere le candidate della selezione Sud e una serie di concorrenti iscritti direttamente alla finale, per impossibilità di svolgere le selezioni regionali). Le referenti sono state per il nord Barbie Bubu e Antonella Credici, per il sud Amanda L'Ira, LaZia Tiffany e Sara After Six e per il centro. Referenti nazionali LaWanda Gastrica e Milonga.
Nel 2025 viene ufficializzato che il concorso avrà tre selezioni: Nord, Centro e Sud (a cura di Peperita, Paul Lestat e Nikita Magno) e sarà coordinato a livello nazionale da LaWanda Gastrica 
| Anno | Vincitrice                       |
| ---- | -------------------------------- |
| 2025 | Smiley Pairass (Puglia)          |
| 2024 | Amex (Regina d'Inverno sel.Nord) |
| 2023 | Milonga (Piemonte)               |
| 2022 | Concorso non svolto              |
| 2021 | Concorso sospeso per Covid-19    |
| 2020 | Concorso sospeso per Covid-19    |
| 2019 | Lady Diamond (Triveneto)         |
| 2018 | Dharla Away (Triveneto)          |
| 2017 | Lola Von Den (Lombardia)         |
| 2016 | Lady Sasha (Campania)            |
| 2015 | Chiquita Boom Boom               |
| 2014 | Escabrosa                        |
| 2013 | Skanda Love                      |
| 2012 | Miss Saetta                      |
| 2011 | Lady Miscell                     |
| 2010 | La Kristal                       |
| 2009 | Senorita Peperita                |
| 2008 | Drag Eroika                      |

### Premio Madama Twirly
A seguito della scomparsa prematura della drag Madama Twirly, per omaggiarla La Wanda Gastrica nel 2022 definisce che Peperita eleggerà ogni anno la vincitrice del titolo "Madama Twirly" per la comicità
| Anno | Vincitrice                                     |
| ---- | ---------------------------------------------- |
| 2025 | Mimì Narcisse (Emilia Romagna)                 |
| 2024 | Christine Lacroix (Toscana)                    |
| 2023 | Miss Panik (Liguria)                           |
| 2022 | Syntetika Kartell (Puglia, Basilicata, Molise) |

## Gala Drag
In due edizioni del Mardi Gras, manifestazione di Torre del Lago Puccini che ha ospitato il concorso Miss Drag Queen Italia nel 2005, si è svolto un concorso simile chiamato Gala Drag: nel 2007 vinse Cinzia Boccolotti, mentre nel 2009 il successo arrise a Tiffany Drag.
| Anno | Vincitrice        |
| ---- | ----------------- |
| 2009 | Tiffany Drag      |
| 2008 | Non svolto        |
| 2007 | Cinzia Boccolotti |